# Roger Rochard
Roger Rochard (20. dubna 1913, Évreux – 25. února 1993) byl francouzský atlet, mistr Evropy v běhu na 5000 metrů z roku 1934.

## Sportovní kariéra
V roce 1932 startoval na letních olympijských hrách v Los Angeles, ale běh na 5 000 metrů nedokončil. Při premiéře evropského atletického šampionátu v roce 1934 v běhu na 5 000 metrů zvítězil v novém francouzském rekordu 14:36,8. V Berlíně na olympijských hrách v roce 1936 nepostoupil do finále běhu na 5000 metrů.